# Musée d'Art contemporain de l'université de São Paulo

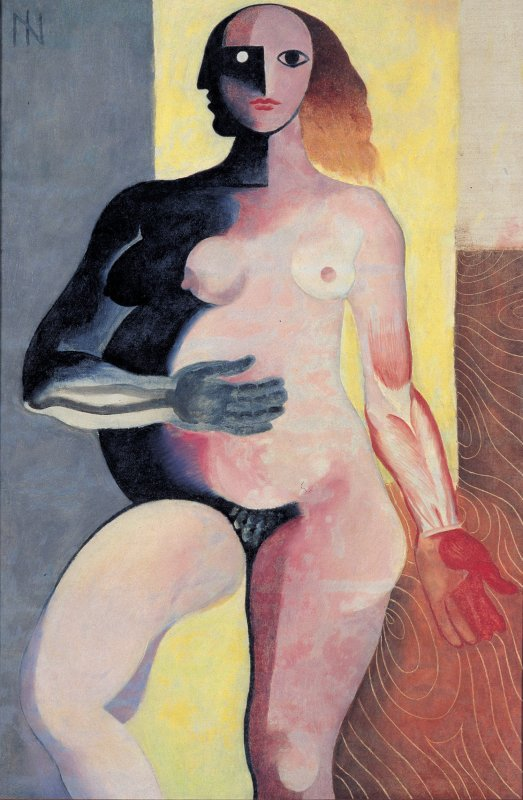
Ismael Nery, Figure, 1927-28, huile sur toile

Le Musée d'art contemporain de l'université de São Paulo (en portugais Museu de Arte Contemporânea da Universidade de São Paulo, abrégé en MAC/USP) est un important musée d'art contemporain brésilien.

## Sites
Le musée dispose de trois sites,
- deux d'entre eux sont situés sur le campus de l'Université de São Paulo,
  - le site principal du musée,
  - son annexe, que les paulistes appellent le maquinho, ou petit MAC,
- le troisième, le pavillon Cicillo Matarazzo, dessiné par l'architecte Oscar Niemeyer, est à la périphérie du parc d'Ibirapuera ; il abritait jusqu'en 1963 les locaux du musée d'art moderne de São Paulo. Il accueille également la biennale de São Paulo ainsi que, dans un grand espace annexe sis à l'arrière du bâtiment principal, des expositions temporaires et même des œuvres créées sur place[1].

## Collection
La collection du musée comprend des œuvres du XXe siècle, la plus ancienne de 1906, la plus récente de 1998.

### Œuvres notables
- Tarsila do Amaral :
  - A Negra, 1923, huile sur toile

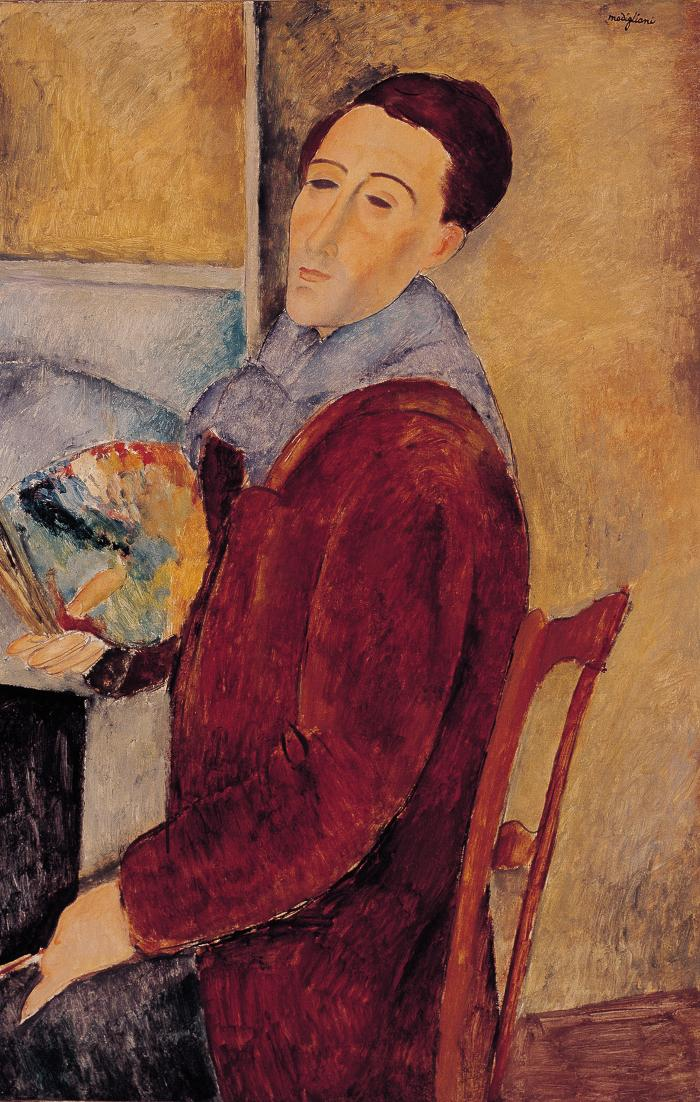
Amedeo Modigliani, Autoportrait, 1919, huile sur toile

  - Estrada de Ferro Central do Brasil, 1924, huile sur toile
  - Floresta, 1929, huile sur toile
  - Costureiras, 1950, huile sur toile
- Umberto Boccioni :
  - Développement d'une bouteille dans l'espace, 1912, plâtre
  - L'Homme en mouvement, 1913, plâtre
- Max Bill, Unité tripartite, 1948-49, sculpture en acier
- Marc Chagall :
  - Autoportrait, 1914, huile sur toile
  - Le Printemps, 1938-1939, aquarelle et pastel sur carton
- Giorgio De Chirico, L'Énigme d'un jour, 1914, huile sur toile
- Jean Metzinger, Paysage, 1912, huile sur toile
- Amedeo Modigliani, Autoportrait, 1919, huile sur toile
- Ismael Nery, Figure, 1927-28, huile sur toile
- Roman Opałka, De l'intérieur, 1969, eau-forte sur papier
- Kurt Schwitters, Duke Size, 1946, collage
- Egon Schiele, Autoportrait, vers 1910, crayon et aquarelle sur papier Kraft
- Pierre Soulages, Peinture 129,5 x 88,6 cm, 22 mai 1959, huile sur toile
- Victor Vasarely, Chillan, 1951, huile sur toile